# Guvernorát Tartús
Guvernorát Tartús (Arabsky: مُحافظة طرطوس, Muḥāfaẓat Ṭarṭūs) je jedem ze čtrnácti syrských guvernorátů (provincií). Nachází na západě země a hraničí s Libanonem. Společně s guvernorátem Latákia jsou to jediné dvě provincie s přístupem k moři. Rozloha se pohybuje okolo 1 900 čtverečních kilometrů. Podle dostupných údajů zde žije asi jeden a půl milionu lidí (2014), a to převážně alavitského vyznání (jedna z mála provincií s alavitskou většinou). Hlavním městem guvernorátu je město Tartús.

## Historie
Provincie Tartús byla historicky součástí Alavitského státu (1920–1936).
Během občanské války (2011–současnost) byla situace v oblasti guvernorátu poměrně klidná. 

## Okresy
Guvernorát je rozdělen na 5 okresů (Manatiq):
- Tartús
- Duraykiš
- Baníjás
- Safíta
- Al-Shaykh Badr

Tyto okresy jsou dále rozděleny na 27 "podokresů" (Nawahi).